# Greatest Hits: Believers Never Die – Volume Two
Believers Never Die, Volume Two, es un segundo recopilatorio de la banda norteamericana, Fall Out Boy, lanzado a través de Island Records el 15 de noviembre de 2019. Incluye el sencillo "Dear Future Self (Hands Up)" con Wyclef Jean. El álbum contará con el apoyo de Hella Mega Tour, en el que Fall Out Boy se embarcará con Weezer y Green Day.
El álbum sigue diez años después de que la banda lanzara su primer álbum de grandes éxitos, Believers Never Die - Greatest Hits, en noviembre de 2009, que incluía los sencillos de la banda de 2003 a 2008 y dos nuevas pistas, y se emitió a medida que iban en pausa.

## Lista de canciones
| N.º | Título                                                 | From album                             | Duración |  |
| 1.  | «My Songs Know What You Did in the Dark (Light Em Up)» | Save Rock and Roll (2013)              | 3:09     |  |
| 2.  | «The Phoenix»                                          | Save Rock and Roll                     | 4:04     |  |
| 3.  | «Alone Together»                                       | Save Rock and Roll                     | 3:23     |  |
| 4.  | «Young Volcanoes»                                      | Save Rock and Roll                     | 3:24     |  |
| 5.  | «Centuries»                                            | American Beauty/American Psycho (2015) | 3:48     |  |
| 6.  | «Immortals»                                            | American Beauty/American Psycho        | 3:15     |  |
| 7.  | «Uma Thurman»                                          | American Beauty/American Psycho        | 3:31     |  |
| 8.  | «Irresistible»                                         | American Beauty/American Psycho        | 3:26     |  |
| 9.  | «Champion»                                             | M A N I A (2018)                       | 3:12     |  |
| 10. | «The Last of the Real Ones»                            | M A N I A                              | 3:50     |  |
| 11. | «I've Been Waiting» (con Lil Peep y ILoveMakonnen)     | Everybody's Everything (2019)          | 3:54     |  |
| 12. | «Dear Future Self (Hands Up)» (con Wyclef Jean)        | Inédito                                | 2:51     |  |
| 13. | «Bob Dylan»                                            | Inédito                                | 3:13     |  |

Bonus Tracks (Edición Japonés)
| Japanese bonus tracks |                                   |                        |          |  |
| N.º                   | Título                            | From album             | Duración |  |
| 14.                   | «Lake Effect Kid»                 | Lake Effect Kid (2018) | 3:40     |  |
| 15.                   | «Church (nothing,nowhere. remix)» | M A N I A (2018)       | 3:52     |  |